# 石油コークス

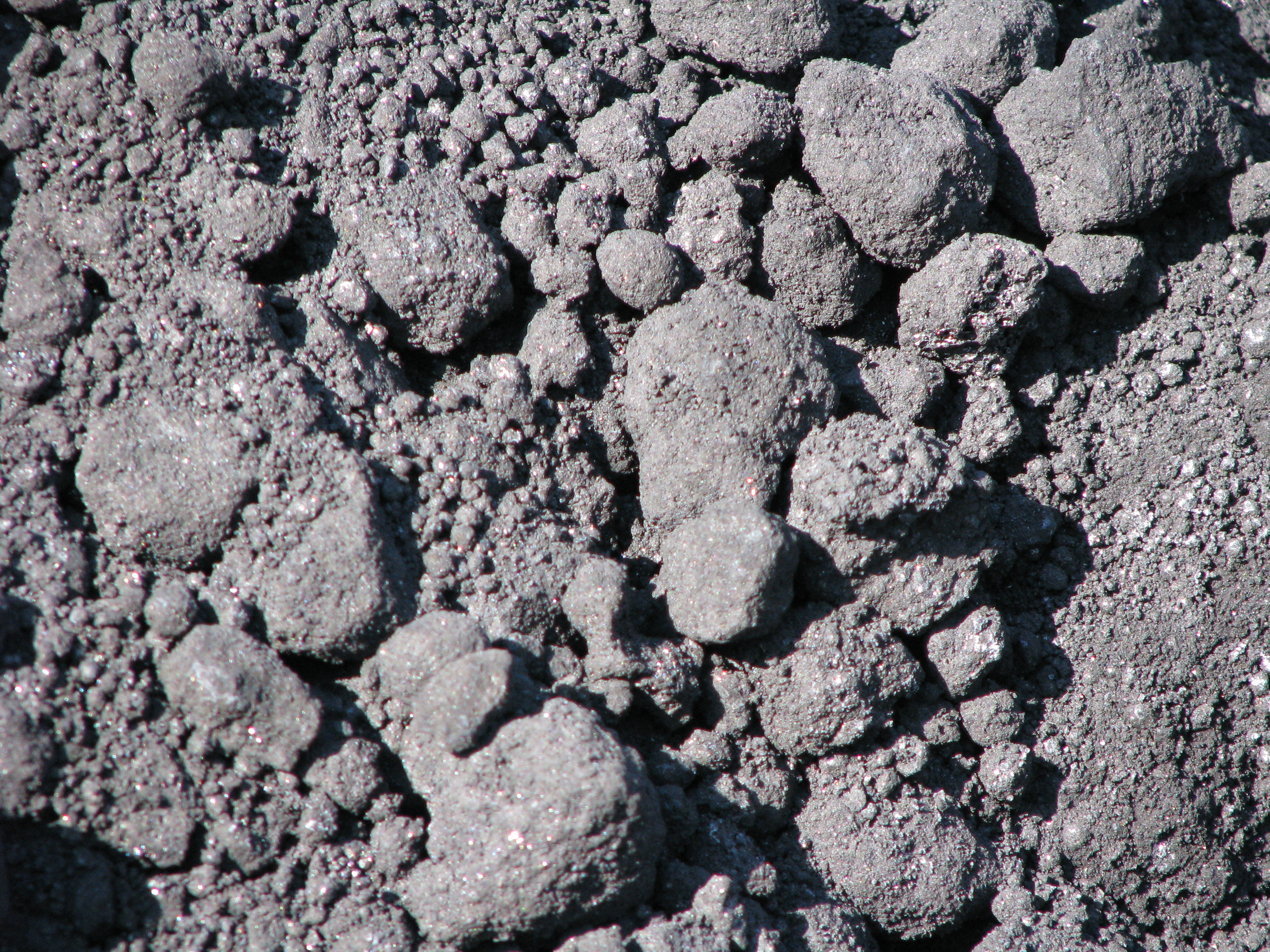
石油コークス

石油コークス （せきゆコークス、Petroleum coke）とは、石油精製の最終残渣として残る炭素分の多い固体で、一般にコークスと呼ばれる燃料の1つである。英語では省略してペットコーク (petcoke) とも言う。石油コークスはクラッキングにより石油中の長鎖炭化水素を分解して短鎖炭化水素にした後の残りにあたる。別の言い方をすると、「石油精製における高沸点留分 (重質残渣油) を炭化したもの」と言える。石油コークスは、カナダ産またはベネズエラ産のオイルサンドから抽出したビチューメンから合成石油を生成する際の副産物として生産される。
石油精製において、蒸留プロセスでガスや軽質油を抽出した残りの残渣油は、熱分解処理 (コーキング、coking) にかけられる。熱分解で得られた軽質油と重油を取り除いた残りが石油コークスとなる。

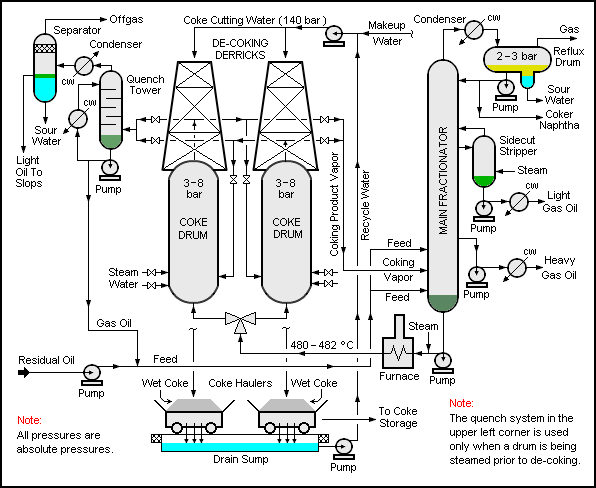
減圧残渣油熱分解装置の概略フロー図。残渣油は左下の矢印のところから供給され、ポンプで主分解塔 (右側の背の高いカラム) に送られる。熱分解残渣は主分解塔の底に溜まる (図中では緑で示してある)。熱分解残渣は図中央の2列のコークドラム (炭化炉) に送られ、水蒸気と共に高温・高圧下で最終熱分解にかけられる。

石油コークスは、硫黄分や金属分が多い燃料グレードと、それらが少ない陽極グレードに分類される。熱分解装置から出てきたコークスをグリーンコークスという（ここでいうグリーンは「未処理の」という意味である）。グリーンコークスをロータリーキルンで煆焼し、わずかに残った炭化水素を除去した後、所望の形状・物性になるよう焼き固めて陽極グレードの石油コークスを得る。これは電気炉用電極としてアルミニウム精錬や製鉄に利用される。
石油コークスは炭素分90%以上で、燃焼させたときのエネルギー原単位で比較すると石炭よりも5-10%ほど二酸化炭素排出量が多くなる。また、単位重量あたりでは石炭よりも30-80%ほど二酸化炭素排出量が多い。エネルギー原単位における石炭と石油コークスの二酸化炭素排出量の差は、含水量と揮発炭化水素分によって変わってくる。例えば含水量が多ければ水の蒸発熱の分だけエネルギー原単位あたりの二酸化炭素排出量が増え、揮発炭化水素分が多ければ水素の燃焼熱が寄与する分だけエネルギー原単位あたりの二酸化炭素排出量は減る。

## 石油コークスの種類
石油コークスはニードルコークス、ハニカムコークス、スポンジコークス、ショットコークスの4種に大別される。これらは、操業条件や原料の差によって生じる微細構造の違いによって分けられる。特に灰分や揮発成分に顕著な違いが現れる。
ニードルコークスは針状コークスとも呼ばれ、結晶性が高く電気炉用電極の原料として重用される。例えば、アルミニウムの精錬では溶融塩電解が行われ、その際に用いられる炭素電極の原料として石油コークスが用いられることがある。酸化アルミニウムを溶融塩電解すると、陽極側の炭素電極は酸素と化合して二酸化炭素や一酸化炭素となるために、消耗が激しく交換が必要である。このように電気炉用電極は消耗品なので、工業的価値が高い。ニードルコークスは流動接触分解装置に析出する石油コークスやコールタールピッチから製造される。
ハニカムコークスは、均一に分布した楕円形の細孔を有し、ニードルコークスよりも熱膨張係数や導電率が低いことが特徴である。

## 燃料グレードのコークス
燃料グレードのコークスは、スポンジコークスやショットコークスに分類される。石油精製の副産物としての石油コークスの生産には100年以上の歴史があるが、スポンジコークスやショットコークスの生成機構は未だによく分かっておらず、どちらが生成されるか正確に予測することもできない。一般に、低温・高圧でスポンジコークスが生成されるといわれている。また、ヘプタンに不溶な成分の量と、熱分解装置に投入する際の軽質分の割合も影響する。
石油コークスは高熱量・低灰分であるため、発電用石炭焚ボイラの燃料に適しているが、一方で硫黄分が多く揮発分が少ないため、環境面や技術面で問題が生じる。その燃焼熱 (高位発熱量基準、HHV) は約8,000 (Kcal/kg)であり、平均的な発電用炭の2倍もの値である。石油コークスを燃料とする場合は、湿式脱硫法の1つであるSNOX法を用いて硫黄を回収するのが一般的である。流動床ボイラを使用するのも一般的である。ガス化炉を用いてガス化する (石油精製施設にガス化炉を併置する場合もある) ことも広く行われるようになりつつある。

## 煆焼石油コークス (CPC)
煆焼石油コークス (CPC、Calcined Petroleum Coke) は石油コークスを煆焼したものである。CPCはアルミニウム、鉄、チタンの製錬において電気炉の陽極材として利用される。陽極材の原料とするグリーンコークスは、不純物として含まれる金属分が充分少なくなければならない。金属分が少ないグリーンコークスだけが陽極グレードコークスと呼ばれる。金属分が多いグリーンコークスは煆焼せず、燃料グレードコークスとして工業炉の燃料に使われる。

## 石油コークスの脱硫
脱硫は石油コークスの市場価値を高めるだけでなく、硫黄酸化物の排出低減という環境面の理由からも望ましいものである。そのため、様々な脱硫法が提案されている。その多くは石油コークスの表面または空孔に存在する無機硫黄を脱離させ、有機硫黄を芳香族炭化水素骨格に結合させて除去するものである。
石油脱硫技術は以下のように分類されている。
1. 溶媒抽出
2. 化学処理
3. 熱脱硫装置
4. 酸化雰囲気での脱硫
5. 硫黄ガス雰囲気中での脱硫
6. 炭化水素雰囲気中での脱硫
7. 水素化脱硫

2011年時点で、商業的な石油コークス脱硫法はない。

## 保管、処理、販売
石油コークスはほぼ純粋な炭素であるため、燃やした場合には二酸化炭素の発生源となる。
石油コークスは、石油精製所近くの集積所に貯蔵されることがある。例えば、2013年にコーク・カーボンがデトロイト川近くに所有していた集積所には、2012年11月からアルバータ州のオイルサンドを原料にビチューメンの精製を開始したマラソン石油の製油所で生産された石油コークスが集められていた。2013年時点で、カナダには大規模な石油コークス集積所が存在し、中国やメキシコはカリフォルニア州から輸出される石油コークスを燃料として輸入していた。ビル・コークが所有するオックスボウ社は石油コークスの主要ディーラーの1つで、2013年には1,100万トンを取り扱っていた。
AP通信は、2017年にはアメリカから輸出される石油コークスの1/4がインド向けだったと報じた。その量は2016年には800万トンで、2010年比で20倍以上に上っていた。インドの環境汚染規制当局がニューデリー近郊で使用されていた輸入品の石油コークスを調べたところ、硫黄含有量が規制値の17倍以上に上ることが判明した。
国際海事機関 (IMO) は船舶による海洋汚染を防止するためマルポール条約を採択し、2020年以降は0.1%以上の硫黄分を含む燃料油 (重油など) を船舶で使用してはならないことを定めている。残渣油のうち約38%は主に重油として船舶で使用されており、石油コークスは残渣油を熱分解して軽質油を得る際の副産物として生じている。残渣油が舶用燃料として使用されなくなれば、その分は熱分解により軽質油を得るのに回される（それ以外に使い道がなく、そうしないと収益も上がらない）ので、石油コークスの有用性は今後高まると予想されている。石油コークスはそのまま廃棄すると硫黄分や炭化水素が溶出するなど環境面で問題となることから、メタン合成プラントで合成天然ガスの原料として利用されることもある。石油コークスに含まれる硫黄分は脱硫装置で消石灰と反応させれば有価物の石膏として回収できる。

## 健康被害
石油コークスは微細粉塵の発生源となることがある。微細粉塵は人体の空気ろ過機構をすり抜けて肺に蓄積するため、深刻な健康被害をもたらしうる。ただし、石油コークス自体は低毒性であり、いまのところ発癌性を立証できる充分な根拠はない。
石油コークスには有害なバナジウムが含まれる場合がある。バナジウムはデトロイト川沿いにある石油コークス保管所で採取された粉塵からも検出されており、EPAによると、バナジウムは1 m3当たり0.8 μgというごくわずかな量であっても毒性を示す。
EPAの複数の研究によると、石油コークスは人体に健康被害をもたらす可能性は低く、発癌性や生長阻害、生殖毒性は見られなかった。動物実験で長期的に反復して吸入させると呼吸器に粉塵粒子による炎症がみられたが、これは石油コークスに特異的なものではない。